# 第206飛行隊 (航空自衛隊)
第206飛行隊（だい206ひこうたい、JASDF 206th Tactical Fighter Squadron）は、かつて航空自衛隊にあった中部航空方面隊第7航空団隷下にあった戦闘機部隊。航空自衛隊6番目のF-104J/DJ戦闘機を運用する飛行隊として、1965年（昭和40年）に百里基地で新編され、1978年（昭和53年）に閉隊するまで首都圏及び関東地方の要撃任務を実施した。

## 概要
第206飛行隊はF-104J/DJ戦闘機を運用する飛行隊として、1965年（昭和40年）12月20日に、茨城県百里基地第7航空団隷下の戦闘機部隊として新編された。
1978年（昭和53年）12月1日にF-4EJを装備する第305飛行隊が編成されたことに伴い、第206飛行隊は閉隊した。
部隊マークは、青いシェブロンに偕楽園の梅紋を描いたものになっている。

## 沿革
- 1965年（昭和40年）12月20日 - F-104J/DJ飛行隊として百里基地の第7航空団隷下にて部隊編成[2]。
- 1967年（昭和42年）3月13日 - 無事故飛行5,000時間達成[3]。
  - 4月26日 - F-104J（46-8585号機）が第201飛行隊のT-33Aと空中接触して墜落[3]。
  - 8月22日 - 百里基地でのアラート待機任務開始[2]。
- 1978年（昭和53年）12月1日 - 第206飛行隊閉隊[2]。

## 歴代運用機
- 戦闘機
  - F-104J/DJ（1965年～1978年）
- 連絡機
  - T-33A（1965年～1978年）